# Ветерцојбе
Ветерцојбе (њем. Wetterzeube) општина је у њемачкој савезној држави Саксонија-Анхалт. Једно је од 43 општинска средишта округа Бургенланд. Према процјени из 2010. у општини је живјело 1.945 становника. Посједује регионалну шифру (AGS) 15084565.

## Географски и демографски подаци
Ветерцојбе се налази у савезној држави Саксонија-Анхалт у округу Бургенланд. Општина се налази на надморској висини од 264 метра. Површина општине износи 41,4 km². У самом мјесту је, према процјени из 2010. године, живјело 1.945 становника. Просјечна густина становништва износи 47 становника/km².